# Phytoecia annulicornis
Phytoecia annulicornis är en skalbaggsart som beskrevs av Reiche 1877. Phytoecia annulicornis ingår i släktet Phytoecia och familjen långhorningar. Inga underarter finns listade i Catalogue of Life.